# 全国和牛能力共進会

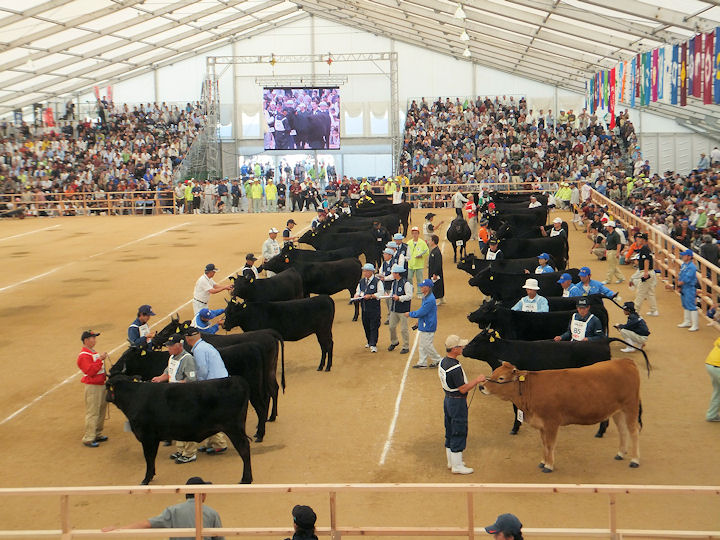
第10回和牛能力共進会の審査風景（2012年10月）

全国和牛能力共進会（ぜんこくわぎゅうのうりょくきょうしんかい）は、全国和牛登録協会（京都市）が主催して、5年に1度、全国持ち回りで開催される全国規模の和牛（黒毛和種牛）の品評会。通称「全共」（ぜんきょう）。別名「和牛のオリンピック」。

## 概要
牛の改良の成果を競う「種牛の部」と、牛肉の肉質を競う「肉牛の部」からなり、全国から約500頭の牛が集結する。
開催費用の開催地負担は数億円に上るが、品評会に合わせて開催地の農業、観光、文化などをアピールするイベントも開かれるため、開催地には多大な経済効果があるとされている。

## 開催地
| 回 | 年                 | 都道府県 | 開催地                                                              |
| -- | ------------------ | -------- | ------------------------------------------------------------------- |
| 1  | 1966年（昭和41年） | 岡山県   |                                                                     |
| 2  | 1970年（昭和45年） | 鹿児島県 |                                                                     |
| 3  | 1977年（昭和52年） | 宮崎県   |                                                                     |
| 4  | 1982年（昭和57年） | 福島県   |                                                                     |
| 5  | 1987年（昭和62年） | 島根県   |                                                                     |
| 6  | 1992年（平成4年）  | 大分県   |                                                                     |
| 7  | 1997年（平成9年）  | 岩手県   | 岩手郡滝沢村、紫波郡紫波町                                          |
| 8  | 2002年（平成14年） | 岐阜県   | 大野郡清見村、高山市                                                |
| 9  | 2007年（平成19年） | 鳥取県   | 米子市、境港市、西伯郡大山町                                        |
| 10 | 2012年（平成24年） | 長崎県   | 佐世保市ハウステンボス・佐世保食肉センター ・島原市島原復興アリーナ |
| 11 | 2017年（平成29年） | 宮城県   | 仙台市夢メッセみやぎ・仙台市中央卸売市場                            |
| 12 | 2022年（令和4年）  | 鹿児島県 | 霧島市・南九州市                                                    |
| 13 | 2027年（令和9年）  | 北海道   |                                                                     |